# 弗蘭克·多蘭
弗蘭克·多蘭（Frank Doran，1949年4月13日—2017年10月31日）是一位蘇格蘭政治人物，他的黨籍是工黨。在1997年至2015年，他擔任北阿伯丁選區選出的國會議員。他畢業於鄧迪大學。